# Czech Soccer Manager
CSM: Czech Soccer Manager 2002/FE je česká freeware počítačová hra manažerova typu. Jejím autorem je skupina kolem Petra Vašíčka.

## Historie
Počátky hry sahají až do roku 1996, kdy vyšla první verze hry pod názvem "Victory Soccer Manager" vytvořená v programovacím jazyce QBasic. Jejím autorem byl Petr Vašíček.
V roce 1998 vyšla graficky i hratelně vylepšená verze s názvem "Czech Soccer Manager". Po jejím úspěšném vydání byly vytvořeny i verze "CSM99" v programovacím jazyce Delphi, "CSM 2000" a později "CSM 2001". V roce 2002 byla vytvořena verze "CSM 2002", která byla ohlášena jako poslední. Autoři se však nakonec rozhodli vytvořit ještě jednu verzi, uzavírající celou sérii pod názvem "Czech Soccer Manager: Final Edition." Ale stále se dělají nové aktualizace. V roce 2014 vydal Petr Vašíček upravenou verzi hry s Editorem a na hře přestal pracovat, hra si ovšem stále držela nemalý počet fanoušků a tak se rozhodl vyslechnout jejich přání a na hře začal opět pracovat a v roce 2020 vyšla společně s aktualizací soupisek na Jaro 2020 hra "Czech Soccer Manager 2020", ve které upravil grafiku hry, přidal možnost třetích lig a hraní prvního kola národního poháru, dále pak jde hrát až 40 sezon a je možné hostovat až 5 hráčů a to i ze zahraničních lig.
14. března 2020 vydal Petr Vašíček opravný patch verze 2020, která přinesla další řadu novinek, jmenovitě tedy animaci zápasu, upravil fungování formy, energie a jejich dopad na hráče během zápasu, upraven byl také zápasový engine, přidáno bylo také zobrazení max. 25 naposledy otevřených týmů, možnost domluvit přátelské utkání přímo z hlavní obrazovky a možnost příchodu šestnáctiletého dorostence.

## Ligy a turnaje
V této hře existují i různé turnaje a ligy. Kdysi byly nejkvalitnější Master Cup, F Cup a United Cup - všechny tři již zanikly. Momentálně se hraje jenom full cup 